# Генріх Фокке

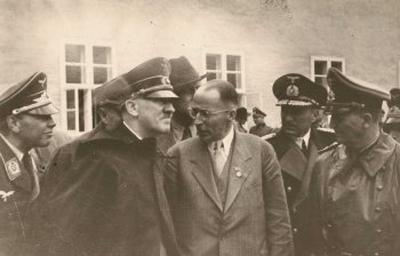

Генріх Фокке (нім. Henrich Focke; 8 жовтня 1890, Бремен — 2 лютого 1979, Бремен) — німецький авіаконструктор і підприємець. Один з творців вертольотів.

## Біографія
В 1920 році закінчив Бременський технологічний інститут, працював конструктором на різних авіапідприємствах. В 1924 разом із Георгом Вульфом заснував авіабудівний концерн Focke-Wulf Flugzeugbau AG, після загибелі Вульфа 29 грудня 1927 року став його одноосібним керівником. В 1930 році отримав від Бременського сенату звання титулярного професора. Член Німецької академії авіаційних досліджень. В 1936 році побудував Focke-Wulf Fw 61 — перший у світі придатний для польотів гелікоптер, а в 1940-му — транспортний  FA 223. Вже в 1937 році вертольоти Фокке були здатні літати на висоті понад 2 км. Після закінчення Другої світової війни його фірма була ліквідована, а Фокке повернувся до роботи в конструкторському бюро; провідний конструктор Borgward-Automobil und Motoren GmbH. В 1954/56 роках — професор Вищої технічної школи Штутгарті.